# Lake Ann
Lake Ann es una villa ubicada en el condado de Benzie en el estado estadounidense de Míchigan. En el Censo de 2010 tenía una población de 1690 habitantes y una densidad poblacional de 1,36 personas por km².

## Geografía
Lake Ann se encuentra ubicada en las coordenadas 44°43′35″N 85°50′39″O / 44.72639, -85.84417. Según la Oficina del Censo de los Estados Unidos, Lake Ann tiene una superficie total de 1243.19 km², de la cual 1162.9 km² corresponden a tierra firme y (6.46%) 80.29 km² es agua.

## Demografía
Según el censo de 2010, había 1690 personas residiendo en Lake Ann. La densidad de población era de 1,36 hab./km². De los 1690 habitantes, Lake Ann estaba compuesto por el 15.09% blancos, el 0.06% eran afroamericanos, el 0.24% eran amerindios, el 0% eran asiáticos, el 0% eran isleños del Pacífico, el 0.06% eran de otras razas y el 0.41% pertenecían a dos o más razas. Del total de la población el 0.06% eran hispanos o latinos de cualquier raza.